# Inscription de Siloam

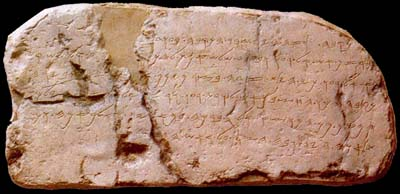
Inscription de Siloam

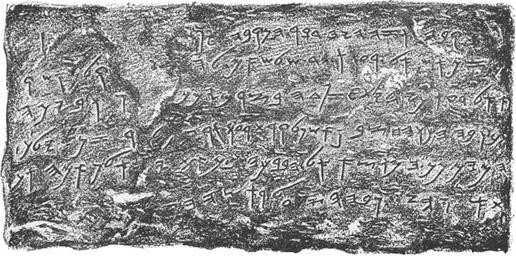
Transcription de l'inscription de Siloam.

L’inscription de Siloam, inscription de Silwan ou inscription de Siloé est un passage de texte inscrit dans le tunnel d'Ézéchias qui amène l'eau de la source de Gihon au bassin de Siloé, située dans le quartier de Silwan à Jérusalem-Est. Elle a été découverte par hasard en 1880 par un enfant.
L'analyse épigraphique montre que l'inscription date des VIIIe / VIIe siècle av. J.-C.. L'inscription remonterait à la construction du tunnel sous les règnes des rois Ézéchias ou Manassé. C'est parmi les plus anciennes traces existantes dans ce genre écrites en hébreu avec l'alphabet paléo-hébraïque. 

« ...Le creusement. Voici l’histoire du creusement. Pendant que les tailleurs de la roche brandissaient leurs outils chacun en face de ses compagnons, un moment où manquaient trois coudées (1,50 m) pour la perforation, la voix d’un homme fut entendue, demandant à son compagnon pourquoi il y avait une crevasse. À la droite… Le jour de la perforation, les mineurs frappèrent chacun pour rencontrer son compagnon… et les eaux s’écoulèrent de la source jusqu’à la piscine, environ 1200 coudées (533 m). La roche était à 100 coudées (50 m) au-dessus de la tête des tailleurs de la roche. »

Il est annoncé le 11 mars 2022, lors de la visite d'État du président israélien en Turquie,  que l'inscription qui était jusqu'alors conservée au musée d'archéologie d'Istanbul sera transférée à Jérusalem.